# George G. Wright
George G. Wright (Bloomington, 1820. március 24. – Des Moines, 1896. január 11.) az Amerikai Egyesült Államok szenátora (Iowa, 1871–1877).